# Тенеси Вилијамс
Тенеси Вилијамс, право име Томас Ланир Вилијамс III (енгл. Thomas Lanier Williams III; Коламбус, 26. март 1911 — Њујорк, 25. фебруар 1983) је био амерички драмски писац и један од најзначајнијих драмских писаца 20. века. Име „Тенеси“ су му наденуле колеге на колеџу инспирисане његовим јужњачким акцентом и чињеницом да му је отац био пореклом из Тенесија. Освојио је две Пулицерове награде за драму: за комад Трамвај звани жеља 1948. и за драму Мачка на усијаном лименом крову 1955. Поред тога, његове драме Стаклена менажерија из 1945. и Ноћ игуане из 1961. освојиле су награду Њујоршког удружења драмских критичара. Драма Тетовирана ружа (коју је посветио свом љубавнику, Френку Марлоуу) је 1952. освојила награду Тони за најбољи позоришни комад. Жанровски критичари су сматрали да је Вилијамс писао у јужњачком готском стилу.

## Биографија
Одрастао је у проблематичној породици која му је послужила као инспирација за већину дела. Рођен је у Коламбусу, држава Мисисипи, у кући мајчиног деде, локалног епископалног свештеника (данас је та кућа претворена у центар за добродошлицу у Мисисипи и градски центар за информације за туристе). Његов отац, Корнелијус Вилијамс (Cornelius Williams), био је трговачки путник који је бивао све насилнији како су му деца одрастала. Често је фаворизовао Тенесијевог брата, Дејкина Вилијамса (Dakin Williams). Његова мајка, Едвина Вилијамс (Edwina Dakin Williams), била је потомак племените јужњачке породице.
У време када је Томас имао три године, породица се преселила у Кларксдејл, у држави Мисисипи. Са пет година му је постављена дијагноза дифтерије, због чега су му ноге биле парализоване две године, због чега није могао скоро ништа да ради. Потом га је мајка почела подстицати да користи машту, а у тринаестој години поклонила му је писаћу машину.
После неколико покушаја да буде са женама, Тенеси Вилијамс је крајем тридесетих година прошлог века напокон признао своју хомосексуалност. У Њујорку се придружио кругу геј људи, међу којима је био и његов близак пријатељ писац Доналд Виндхам (1920–2010) и тадашњи партнер Фред Мелтон.
Тенеси Вилијамс је умро у седамдесет првој години од последица гушења поклопцем од бочице са лековима, у својој соби у хотелу Elysee у Њујорку. Према некима, укључујући и брата Дејкина, славни писац је био убијен. Са друге стране, према полицијском извештају о његовој смрти, постоје индиције да су у питању били лекови; у његовој соби је нађено много рецепата, па се сматра да је до несрећног завршетка дошло под утицајем алкохола и лекова.

### Комади

#### Први комади
- (Свеће сунцу), 1936.
- , 1937.
- (Пролећна олуја), 1937.
- , 1938.
- , 1940. (поново написана 1957. под називом )
- , 1945.
- (Степенице за кров), 1947.

#### Значајне драме
- (Стаклена менажерија), 1944.
- (Трамвај звани жеља), 1947.
- (Лето и дим), 1948. (поново написана 1964. под називом )
- (Тетовирана ружа), 1951.
- , 1953.
- (Мачка на усијаном лименом крову), 1955.
- (Изненада, прошлог лета), 1958.
- (Слатка птица младости), 1959.
- (Период прилагођавања), 1960.
- (Ноћ игуане), 1961.

#### Каснији комади
- , 1963.
- , 1966.
- , 1968.
- , 1969.
- , 1969.
- , 1972.
- , 1973. (познат и под називом )
- , 1975.
- , 1976.
- , 1977.
- , 1978.
- , 1979.
- , 1980.
- , 1980. (адаптација Чеховљевог Галеба)
- , 1981.
- , 1982.

### Кратке приче
- , 1928.
- , 1939.
- , 1954.
- , 1960.
- , 1966.
- , 1967.
- , 1974.
- , 1980.
- , 1981.

### Остала дела
- Једночинке Тенеси Вилијамса
- , 1956. (сценарио, адаптиран за позориште 1978. под називом )
- , 1956. (поезија)
- , 1975. (аутобиографија)
- , 1977. (поезија)